# Соболев (гміна)
Гміна Соболев (пол. Gmina Sobolew) — сільська гміна у центральній Польщі. Належить до Ґарволінського повіту Мазовецького воєводства.
Станом на 31 грудня 2011 у гміні проживало 8288 осіб.

## Площа
Згідно з даними за 2007 рік площа гміни становила 94.83 км², у тому числі:
- орні землі: 70.00%
- ліси: 24.00%

Таким чином, площа гміни становить 7.38% площі повіту.

## Населення
Станом на 31 грудня 2011:
| Опис     | Загалом | Загалом | Чоловіки | Чоловіки | Жінки | Жінки |
| -------- | ------- | ------- | -------- | -------- | ----- | ----- |
| одиниця  | осіб    | %       | осіб     | %        | осіб  | %     |
| все      | 8288    | 100     | 4054     | 48.91    | 4234  | 51.09 |
| міське   | 0       | 100     | 0        |          | 0     |       |
| сільське | 8288    | 100     | 4054     | 48.91    | 4234  | 51.09 |

## Сусідні гміни
Гміна Соболев межує з такими гмінами: Ґужно, Желехув, Ласкажев, Мацейовіце, Троянув.